# نايجل هورتون
نايجل هورتون (بالإنجليزية: Nigel Horton)‏ هو لاعب اتحاد الرغبي بريطاني، ولد في 13 أبريل 1948 في برمنغهام في المملكة المتحدة.

## وصلات خارجية
- نايجل هورتون عل موقع إسبنسكروم (الإنجليزية)